# Позната личност
Позната (славна) личност је израз којим се означава особа чији живот изазива интересовање јавности, а посебно пажњу масовних медија. Данас се све чешће употребљава у истом значењу и англицизам селебрити (енгл. Celebrity), израз, који је захваљујући глобализацији и доминацији англосаксонске културе, ушао у свакодневни говор почетком 21. века, те често замењује изразе славна особа, славна личност и сл.
У свом најширем смислу, позната личност означава сваку личност за коју постоји занимање јавности - уметнике, научнике, политичаре, спортисте. Израз има шире значење од израза звезда, којим се означавају личности из индустрије забаве.
У ужем смислу израз селебрити има и пежоративно значење и тада означава личност која ужива велики интерес јавности, иако се сматра да га није заслужила никаквим талентом нити посебним достигнућем.